# NGC 2957A
NGC 2957A је елиптична галаксија у сазвежђу Змај која се налази на NGC листи објеката дубоког неба.
Деклинација објекта је + 72° 59' 12" а ректасцензија 9h 47m 15,3s. Привидна величина (магнитуда) објекта NGC 2957 износи 14,8 а фотографска магнитуда 15,8. NGC 2957A је још познат и под ознакама MCG 12-10-1, MK 121, NPM1G +73.0057, PGC 28113.